# Нађигманд
Нађигманд (мађ. Nagyigmánd) је веће насеље у Мађарској. Нађигманд је веће насеље у оквиру жупаније Комаром-Естергом.

## Географија

### Локација
Нађигманд се налази у источном углу Кишалфелда. То је насеље са посебно повољном саобраћајном везом јер је омеђено једним од магистралних путева и кроз њега пролази двоцифрени 
важан магистрални пут, а има квалитетну путну везу са суседним мањим насељима у шест других праваца.

## Историја
Нађигмандово име потиче од немачког личног имена Вигман, што се односи на његовог бившег власника, једног од баварских витезова који је овде дошао у време владавине краљицое Гизеле. Његово најраније документовано помињање потиче из 1233. године.
Татари су га уништили 1241. године, али су 1257. године на његовој територији већ живели краљевски дворјани. Године 1332. краљ Карољ Роберт поклонио га је Тамашу Чокаку, господару замка. Почетком 1400-их, породица Зичи су преузели право на село. Средином 15. века породица Хедервар ју је већ поседовала. Године 1526, Пал Бакић и његова браћа добили су га као краљевску донацију.
Турци су га више пута уништавали заједно са суседним насељима Чанак и Чико, па је опустошио и било га је тешко поново насељавати. У пустињи Кишчак сачувано је име села Чанак, које је уништено у турско доба.
Године 1676. власници насеља постају и Гицијеви, а крајем 17. века, заједно са властелинством Гестеш, долази и у посед породице Естерхази.
Током рата за независност, Јулијус фон Хајнау је основао свој штаб у Игманду.
Године 1862. апотекар из Комарома Антал Шмитауер пронашао је први извор светски познате горке воде Игмандија на пашњаку Чичо. Нађигманд је стекао националну славу са горком водом флашираном у Комарому.
Једини парни млин у селу основан је 1908. године, млин Холом.

## Становништво
Током пописа из 2011. године, 88,6% становника се изјаснило као Мађари, 0,4% као Роми, а 0,2% као Немци (11,2% се није изјаснило). 
Верска дистрибуција је била следећа: римокатолици 38,7%, реформисани 27,3%, лутерани 0,5%, гркокатолици 0,5%, неконфесионални 10,2% (22,3% се није изјаснило).